# Larnaka-Tympanon

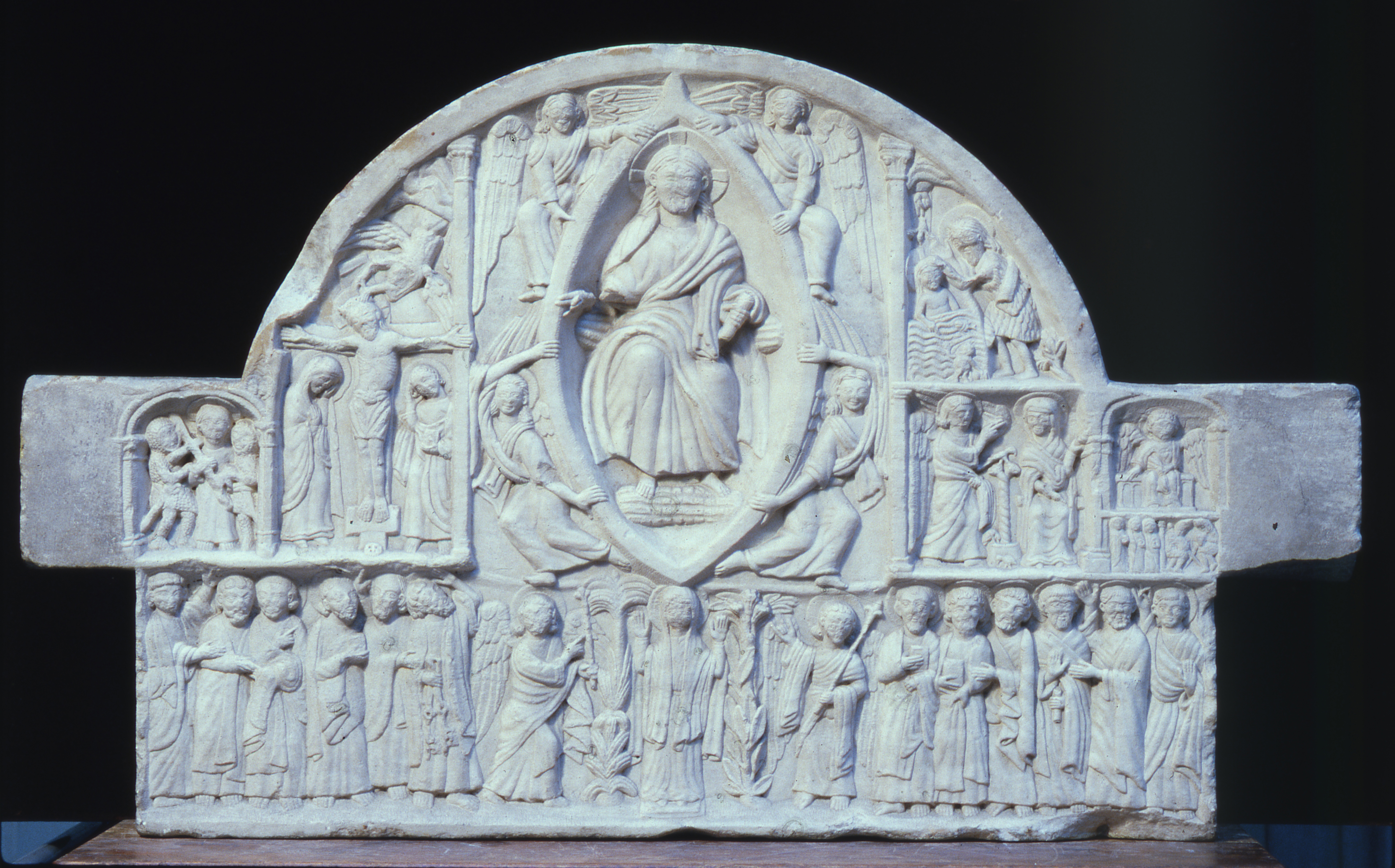
Das Larnaka-Tympanon im Victoria and Albert Museum

Das Larnaka-Tympanon ist ein mittelalterliches Ausstellungsstück christlicher Kunst im Victoria and Albert Museum in London in Großbritannien.

## Bildprogramm
Der in der Mitte dargestellte Pantokrator in der Mandorla ist umgeben von vier anbetenden Engeln. Zu seinen Seiten zeigt das Bogenfeld die Verkündigung, die Taufe und die Kreuzigung Jesu. Im unteren Feld bildet Maria in Orantenhaltung die Mitte, flankiert von zwei Engeln und den zwölf Aposteln.

## Geschichte
Das aus Marmor gefertigte Tympanon wurde um 1882 durch Alessandro Palma di Cesnola in Larnaka auf Zypern ausgegraben. Es ist mit seiner Größe von 62,3 × 104,7 cm vermutlich zu klein, um ursprünglich über dem Hauptportal einer Kirche angebracht gewesen zu sein. Es dürfte sich über einem Seitenportal befunden haben. Das Kunstwerk vereint toskanische und byzantinische Einflüsse. Die Entstehungszeit ist umstritten. Während einige Kunsthistoriker das Werk in die Zeit zwischen 1210 und 1230 datieren, vermuten andere eine Entstehung im 15. oder eine Nachahmung des 19. Jahrhunderts. Das Victoria and Albert Museum folgt der Datierung zwischen 1210 und 1230.